# Alenia (bướm ngày)
Alenia là một chi bướm ngày thuộc họ Bướm nâu.

## Hình ảnh

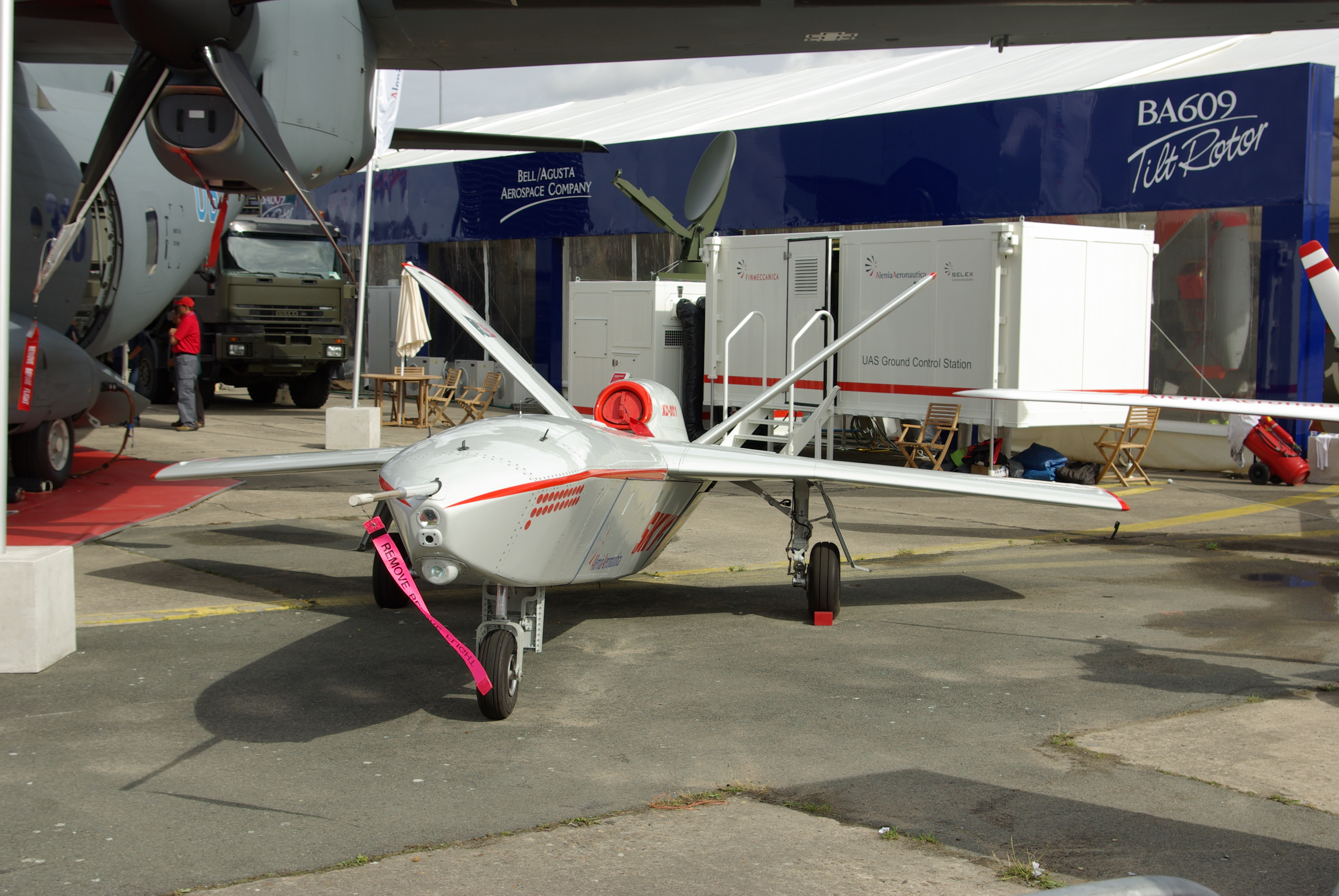

## Các loài
- Alenia namaqua Vári, 1974
- Alenia sandaster (Trimen, 1868)